# Des Browne

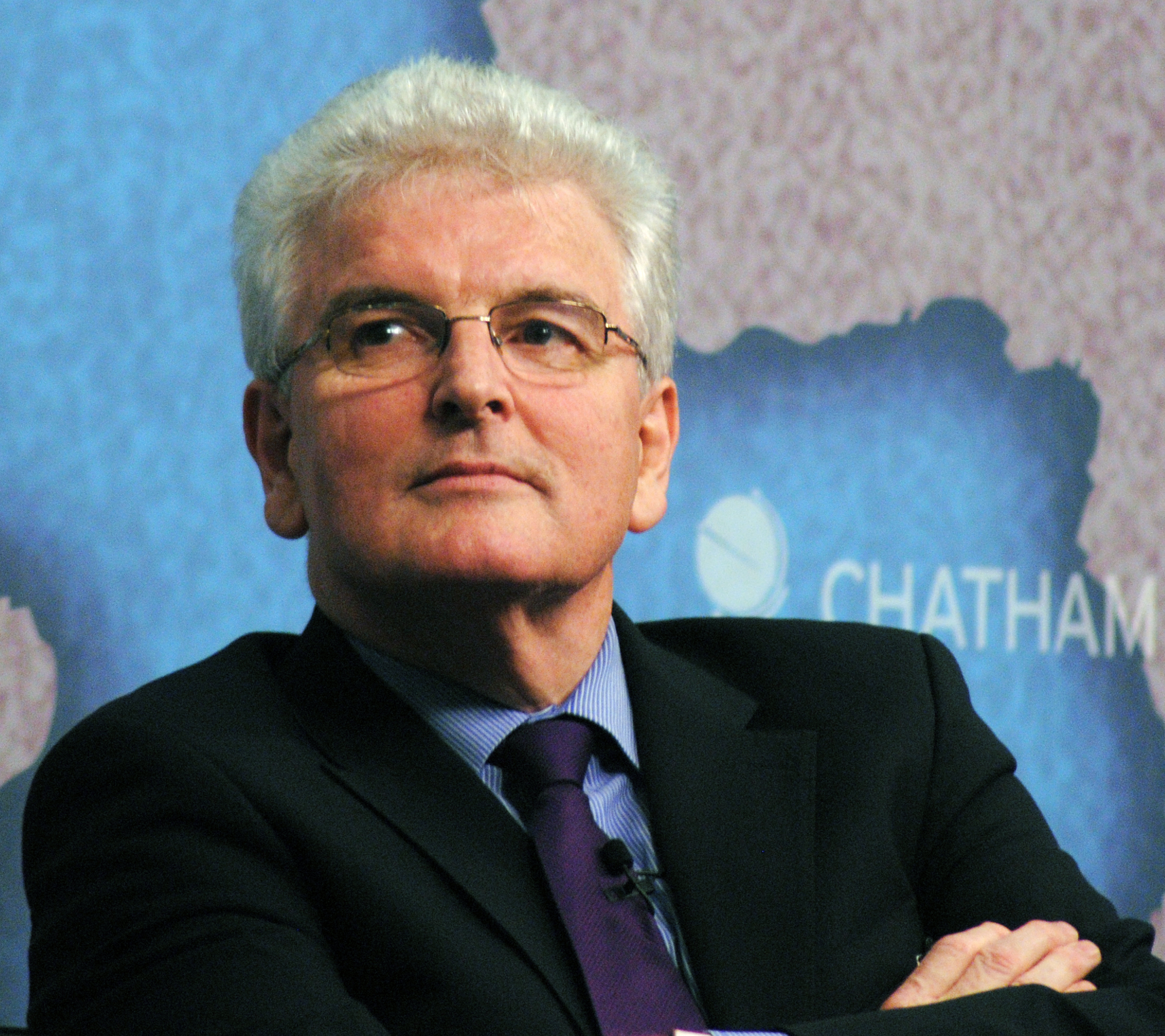
Des Browne 2013 bei einer Veranstaltung des Chatham House in London.

Desmond Henry Browne, Baron Browne of Ladyton (* 22. März 1952 in Kilwinning, North Ayrshire, Schottland) ist ein britischer Politiker, der der schottischen Labour Party angehört. Er ist Mitglied des britischen Parlaments und war Verteidigungsminister und Schottlandminister in der Regierung von Gordon Brown.
Browne studierte Jura an der St Michael's Academy in Kilwinning und an der University of Glasgow. Bei den Parlamentswahlen 1997 wurde er in das House of Commons des britischen Parlaments gewählt, dem er bis 2010 als Abgeordneter für den Wahlkreis Kilmarnock and Loudoun angehörte. 2003 wurde er Staatsminister im 2001 neu geschaffenen Arbeits- und Rentenministerium. Von 2004 bis 2005 war er im Innenministerium tätig, wo er für Immigration zuständig war. Nach den Parlamentswahlen von 2005 war er Staatssekretär im Finanzministerium, am 5. Mai 2006 wurde er Nachfolger von John Reid als Verteidigungsminister. Von 2007 bis zum Ende der Regierung Brown war er außerdem Minister für Schottland. Browne ist Vorsitzender (Chair) des European Leadership Network.
Anlässlich seines Ausscheidens aus dem House of Commons wurde er am 22. Juli 2010 als Baron Browne of Ladyton, of Ladyton in Ayrshire and Arran, zum Life Peer erhoben und ist dadurch seither Mitglied des House of Lords.